# Sofiero Original
Sofiero Original is een Zweeds bier van lage gisting.
Het bier wordt gebrouwen in de Kopparbergs Bryggeri te Kopparberg.  Het bier werd oorspronkelijk gebrouwen in de Sofiero Bryggeri te Laholm, tot deze in 2000 overgenomen werd door brouwerij Kopparberg. Sofiero Original 5.2 is sinds 2002 het best verkochte bier via de Systembolaget met een recordverkoop van 24.772.467 liter in 2004.

## Varianten
- Sofiero 2.8, blonde lager met een alcoholpercentage van 2,8%
- Sofiero 3.5, blonde lager met een alcoholpercentage van 3,5%
- Sofiero 5.2, blonde lager met een alcoholpercentage van 5,2%
- Sofiero Guld, blonde lager met een alcoholpercentage van 7,5%

Voor de buitenlandse markt (o.a. Finland en Noorwegen) wordt ook Sofiero 4.6, Sofiero Mörk Lager en Sofiero Original Ale 4.6 (tot 2011) op de markt gebracht.